# Józef Błaszczykowski
Józef Błaszczykowski (ur. 17 lipca 1909 w Parszowie, zm. 14 lutego 2016) – polski kolejarz, działacz ludowy i samorządowiec.

## Życiorys
W latach 1926–1937 związany był ze Związkiem Młodzieży Wiejskiej. W dwudziestoleciu międzywojennym pracował między innymi w cegielni, kopalni rudy żelaza oraz Zakładach Starachowickich. W czasie okupacji niemieckiej należał do Związku Walki Zbrojnej oraz Armii Krajowej. Od 1945 roku był pracownikiem Polskich Kolei Państwowych, gdzie pracę zaczynał jako robotnik przy naprawie torów, stopniowo przechodząc na stanowisko kierownika pociągu. Był również członkiem rady nadzorczej i prezesem Gminnej Spółdzielni Samopomoc Chłopska w Wąchocku oraz przewodniczącym Gminnego Zarządu Kółek i Organizacji Rolniczych.
Przez większość życia związany był z ruchem ludowym. Od 1961 roku należał do Zjednoczonego Stronnictwa Ludowego kierując lokalnymi strukturami w swojej rodzinnej miejscowości. Był również radnym Gminnej Rady Narodowej w Wąchocku, Grodzkiej Rady Narodowej w Parszowie oraz Powiatowej Rady Narodowej w powiecie iłżeckim.
Zmarł 14 lutego 2016 roku. W momencie poprzedzającym śmierć był najstarszym mężczyzną w województwie świętokrzyskim.

## Wybrane odznaczenia
- Krzyż Kawalerski Orderu Odrodzenia Polski[1][2],
- Medal „Za zasługi dla Ruchu Ludowego” (1985)[2],
- Medal „Za zasługi dla Ruchu Ludowego” im. Wincentego Witosa (2001)[1][2]